# Buteo rufinus
El ratonero moro o busardo moro (Buteo rufinus)  es una especie de ave accipitriforme de la familia Accipitridae ampliamente distribuida por África, Asia y los Balcanes. Es posible también avistar a esta ave en el sureste de Italia. En España se la considera una especie accidental, excepto en Ceuta que es residente, pues alguna vez se han observado ejemplares en el sur de Andalucía, Región de Murcia y Canarias.

## Descripción
Es el busardo más grande del paleártico occidental, con una longitud corporal de entre los 57 y 65 centímetros y una envergadura de entre 135 y 160 centímetros. Los machos pesan alrededor de 1.100 gramos, las hembras cerca de 1.300 gramos.
El nombre latín rufinus (rojizo) se refiere al color rojizo del plumaje, característico de esta especie.
Normalmente, la cabeza y el pecho son de un tono claro y contrastan con el vientre y las piernas rojizas.
Los jóvenes poseen una cabeza clara, un pecho blanco y una cola de color blanco-pardo.

## Hábitat
El busardo moro habita llanuras, regiones montañosas y estepas. También se le puede encontrar anidando en desiertos, si encuentra suficientes alimentos. También se le ve anidar en los bosques de las montañas de la península balcánica. En Turquía nidifica en alturas de hasta 2.700 metros.
El busardo moro necesita espacios abiertos para la búsqueda de alimentos y sitios adecuados para construir sus nidos.

## Distribución
Se le encuentra en África del Norte, en Grecia, Turquía, en el centro de Arabia, en el Cáucaso y en Asia Central hasta el norte de India. En África del Norte nidifica hasta el Sahara argelino y el noreste del Sahara (mauritano). Las poblaciones migratorias llegan hasta las zonas secas entre Grecia y el Cáucaso, y hasta Mongolia.

## Reproducción
El busardo moro prefiere sitios elevados para construir sus nidos. En los balcanes nidifica mayoritariamente en acantilados, en la Ucrania también en árboles. En áreas con pocos árboles, como Rusia del sur y las estepas kasajas, construyen sus nidos en el suelo o sobre postes eléctricos.
La hembra pone entre dos a cinco huevos, mayoritariamente dos o tres. Estos son de un color claro con manchas cafés. Los huevos los ponen durante la primera mitad de abril. Después de un periodo de 45 a 52 días, los jóvenes se echan a volar por primera vez.

## Alimentación
Se alimenta mayoritariamente de mamíferos pequeños. Sus presas más comunes son, entre otros, los ratones, hámsters, ardillas, o insectos como el saltamontes. En los meses de invierno se alimenta también de carroña.

## Migración
Busardos provenientes de Rusia y de los Balcanes migran hacia el norte de África, en parte hasta el Sahel. Pero se ha observado individuos invernando en Hungría y Grecia. En Turquía, el Medio Oriente y en África del Norte, estos busardos son aves residentes. La migración durante el otoño ocurre en septiembre y octubre, la primaveral en marzo y abril.

## Subespecies

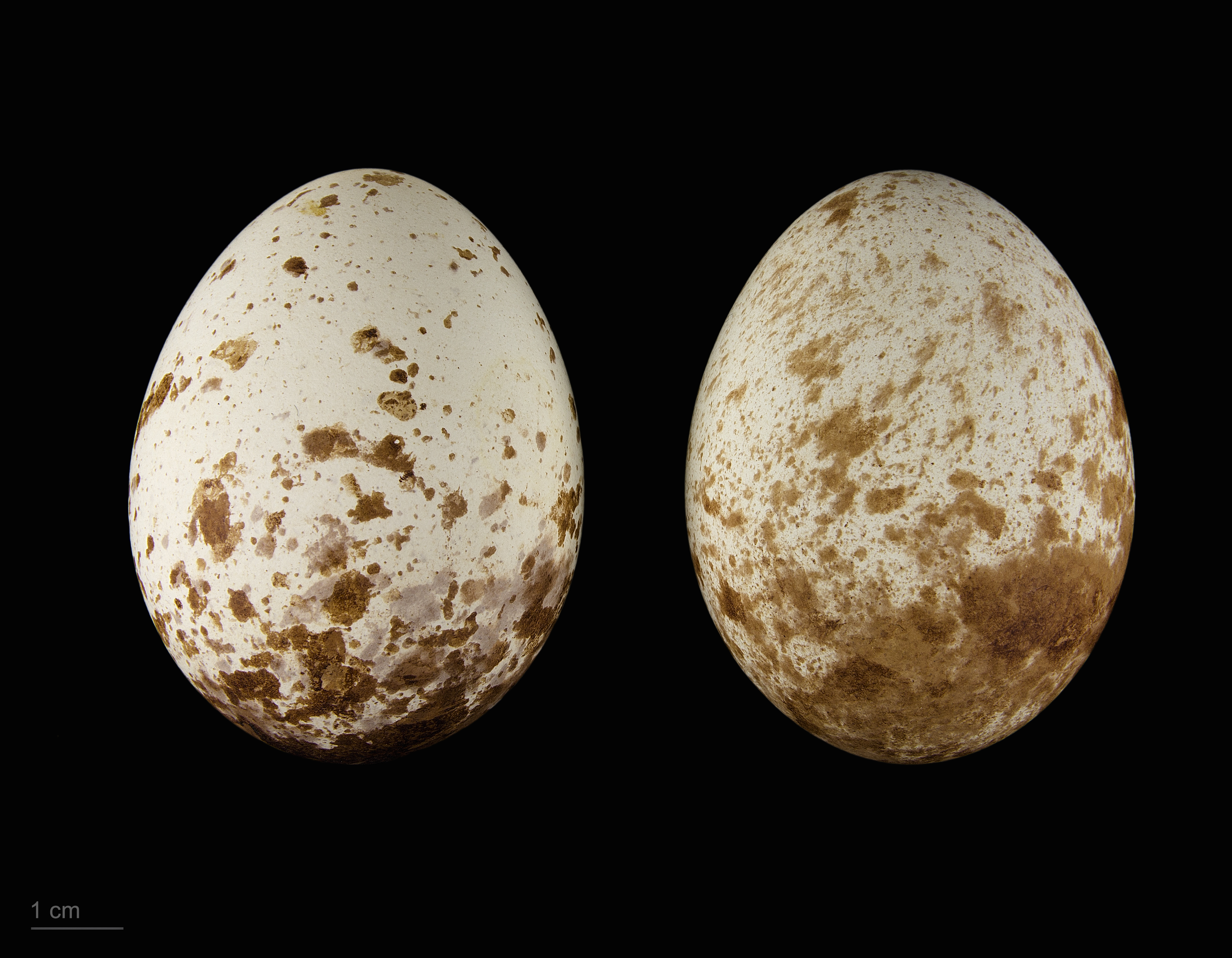
Buteo rufinus cirtensis - MHNT

Se conocen dos subespecies de Buteo rufinus :
- Buteo rufinus rufinus - del sudeste de Europa a Mongolia e India; invernante en África.
- Buteo rufinus cirtensis - de Mauritania a Egipto y la Península arábiga.